# Rupp Arena
 (septembre 2024).
La Rupp Arena est une salle omnisports située à Lexington dans le Kentucky. Sa capacité est de 23 500 places et son coût de construction était de $53 millions USD.

## Événements
- Final Four basket-ball NCAA, 1985
- WWE Backlash, 30 avril 2006
- Southeastern Conference tournoi masculin de basketball, 1982 à 1993
- Ohio Valley Conference tournoi masculin de basketball, 1992 et 1993
- KHSAA State Basketball Championship